# أخوية أو الأخوة
الأخويات هي الشكل التقليدي لاتحاد الطلاب . واليوم يمكن العثور عليها في جامعات في ألمانيا والنمسا وسويسرا وتشيلي . تلتزم جميع الأخويات تقريبًا بمبادئ الأخوة الأصلية لعام 1815، على الرغم من اختلاف المحتوى بشكل كبير. يُستخدم مصطلح "الأخوة" اليوم من قبل اتحادات طلابية مختلفة